# Phalangonyx mirzayani
Phalangonyx mirzayani är en skalbaggsart som beskrevs av Rudolph Petrovitz 1968. Phalangonyx mirzayani ingår i släktet Phalangonyx och familjen Melolonthidae. Inga underarter finns listade i Catalogue of Life.